# 满洲国国民勤劳部
满洲国国民勤劳部是滿洲國的行政機關。旧址位于今长春市人民大街与解放大路路口东南角，人民大街3518号。

## 历史
旧址原名“第三厅舍”。1933年建设。建成后，先由满洲国财政部使用。1942年10月由满洲国民生部国民勤劳奉公局使用。1945年3月撤销民生部，设置厚生部和国民勤劳部，原隶属于民生部的劳务司和国民勤劳奉公局移交国民勤劳部。于镜涛任国民勤劳部特任大臣。国民勤劳部内设：
- 大臣官房
  - 文书科
  - 会计科
  - 参事官室
- 劳务司
  - 劳务科
  - 计划科
  - 矿山科
  - 工厂科
- 整备司
  - 高管科
  - 训练科
  - 备品科
  - 卫生科
- 勤劳奉公总队：总司令由大臣兼任，2名副司令分别为次长与专职安某。统务由日本人充当。
  - 总务处：处长为曹肇元
    - 动员科

  - 卫生处：未建成。
  - 训练所：设在大屯镇。训练在职干部，培养大批新干部，计划在三年内训练勤劳奉公队员一百万人。

省、县设劳务科；科下设动员股和勤奉股。
中华人民共和国成立后，为吉林财经学院教学办公楼。 